# Jamie Lidell

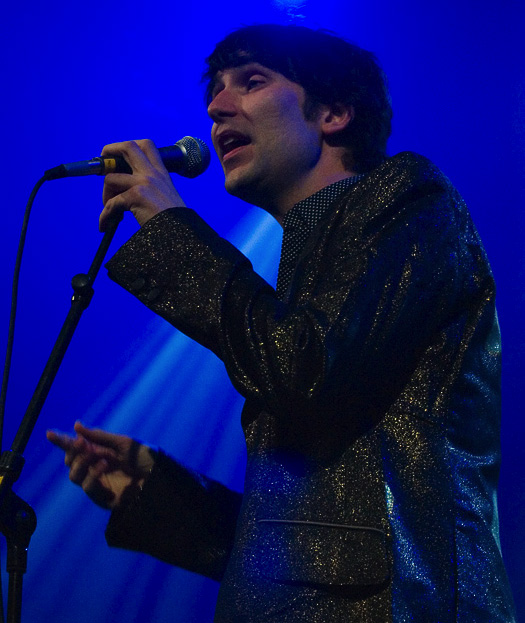
Jamie Lidell en el festival moers, 2006

Jamie Alexander Lidderdale (nacido el 18 de septiembre de 1973, Huntingdon, Cambridgeshire, Inglaterra), conocido profesionalmente como Jamie Lidell, es un músico inglés y cantante de soul que vive en Nashville, Tennessee. Lidell fue parte de Super Collider.

## Carrera
Lidell es conocido por la combinación de pistas hechas con su voz en micrófono, percusión y melodía a la manera de hombre orquesta y beatboxing. Luego, a través de sus voces aumentadas, canta canciones inspiradas en el soul. Este ejercicio hace que sus actuaciones en vivo sean muy enérgicas. Lidell se ha hecho famosa por su amplia exploración de géneros.
Su canción "Multiply" se utilizó en la serie de televisión Grey's Anatomy, y también se incluyó en su segunda banda sonora. 
A menudo colabora con músicos canadienses como Gonzales, Feist y Mocky. En 2009 colaboró con el dúo electrónico británico Simian Mobile Disco para la canción "Off the Map". En 2006, formó parte de una colaboración de actuación en vivo con David Link y F. M. Einheit, que se lanzó en CD como Echohce. En 2001, proporcionó la voz para la pista de Lo Fidelity Allstars "Deep Ellum ... Hold On", de su CD Don't Be Afraid of Love.
A principios de 2009, Lidell's Jim ganó en la octava edición de los Independent Music Awards el premio al mejor álbum de pop / rock.
En 2009 contribuyó con una versión de la canción de Grizzly Bear "Little Brother" en la recopilación Warp20 (Recreated), además de incluir su canción "A Little Bit More" versionada por Tim Exile.
En marzo de 2010, Lidell anunció que lanzaría un nuevo álbum titulado Compass, que fue producido por su compañero músico y colaborador ocasional Beck. El álbum fue lanzado en mayo de 2010. La canción principal se incluye en el videojuego de Rockstar Red Dead Redemption.
Lidell fue coguionista y vocalista de la canción de Simian Mobile Disco "Put Your Hands Together", de su álbum de 2012 Unpatterns.
El 18 de febrero de 2013, Lidell lanzó su álbum homónimo Jamie Lidell, con aclamación de la crítica, quien lo vio regresar a su formato de hombre orquesta en vivo. 
En febrero de 2015, Lidell apareció en la canción "Clean" de Big Data, también incluida en la banda sonora de Pro Evolution Soccer 2017.
El séptimo álbum de estudio de Jamie Building A Beginning se lanzó el 14 de octubre de 2016 con el sencillo "Walk Right Back".

## Vida personal
Tras una larga relación, Lidell se casó con su novia Lindsey Rome, en el verano de 2012 en Nashville. Su hijo, Julian, nació en noviembre de 2015.

## Discografía
| Año  | Álbum                |      |              |
| ---- | -------------------- | ---- | ------------ |
| Año  | Álbum                | 2000 | Muddlin Gear |
| 2005 | Multiply             |      |              |
| 2006 | Multiply Additions   |      |              |
| 2008 | Jim                  |      |              |
| 2010 | Compass              |      |              |
| 2013 | Jamie Lidell         |      |              |
| 2016 | Building a Beginning |      |              |